# Xylocopa tranquebarorum
Xylocopa tranquebarorum är en biart som först beskrevs av Nils Samuel Swederus 1787.  Xylocopa tranquebarorum ingår i släktet snickarbin, och familjen långtungebin. Inga underarter finns listade i Catalogue of Life.